# 比尔巴克
比尔巴克（法語：Burbach，发音：[byʁbak] 或 [buʁbax]）是法国下莱茵省的一个市镇，属于萨韦尔讷区和英维莱尔县（Ingwiller）。该市镇总面积6.34平方公里，2009年时的人口为322人。

## 人口
比尔巴克人口变化图示